# Rhys Ieuanc
Rhys Ieuanc (Rhys der Jüngere, eigentlich Rhys ap Gruffydd) († August 1222 in Strata Florida Abbey) war ein Lord des walisischen Fürstentums Deheubarth. 
Rhys Ieuanc entstammte der Dinefwr-Dynastie. Er war ein Sohn von Gruffydd ap Rhys und dessen Frau Matilda de Braose, einer Tochter des anglonormannischen Barons William de Braose. Zusammen mit seinem Bruder Owain ap Gruffydd erbte er nach dem Tod seines Vaters 1201 dessen Gebiete und Ansprüche auf das Erbe ihres Großvaters Rhys ap Gruffydd, die ihnen jedoch von ihrem Onkel Maelgwn ap Rhys streitig gemacht wurden. 1202 eroberte Rhys Llandovery Castle. Nachdem Maelgwn 1203 sich Ystrad Tywi bemächtigt hatte, wurde er im folgenden Jahr von Rhys Ieuanc, Owain ap Gruffydd und ihrem Onkel Rhys Gryg wieder vertrieben. In den nächsten Jahren schienen Rhys Ieuanc und sein Bruder Owain in den Machtkämpfen um Deheubarth immer auf der falschen Seite zu stehen. 1211 kämpften Rhys Ieuanc und Owain gegen ihre nun miteinander verbündeten Onkel Maelgwn und Rhys Gryg, als sie Fürst Llywelyn ab Iorwerth von Gwynedd im Kampf gegen den englischen König Johann Ohneland unterstützen. Nach der Niederlage Llywelyns und seiner Unterwerfung mussten auch sie sich dem königlichen Heerführer Falkes de Bréauté unterwerfen, der von Maelgwn und Rhys Gryg unterstützt wurde. Sie mussten auf ihre Besitzungen in Ystrad Tywi verzichten und Bréauté schickte sie nach England, wo sie dem König persönlich huldigen mussten. Zur Kontrolle ihres Territoriums im Norden Ceredigions erneuerte Bréauté Aberystwyth Castle. Angesichts der wachsenden Macht des Königs wechselten nun Maelgwn ap Rhys und Rhys Gryg die Seiten und verbündeten sich mit Llywelyn ab Iorwerth. Falkes de Bréauté schlug im Januar 1213 Rhys Gryg bei Llandeilo, und Rhys Ieuanc konnte in einem erbitterten Kampf Dinefwr Castle von Rhys Gryg erobern. Erst nach dem Zusammenbruch der königlichen Herrschaft in Wales schlossen sich Rhys Ieuanc und sein Bruder Owain im Frühjahr 1215 wieder Llywelyn ab Iorwerth an und verbündeten sich mit Maelgwn gegen den englischen König. Im Auftrag Llywelyns führten sie einen Feldzug durch Südwales und eroberten Carmarthen und Kidwelly Castle. Nachdem Rhys Ieuanc die Besatzung der eroberten Burg Talybont umbringen ließ, ergaben sich innerhalb von vier Tagen auch Loughor, Oystermouth und schließlich auch Swansea Castle auf der Halbinsel Gower. Im Abkommen von Aberdyfi, in dem 1216 Deheubarth aufgeteilt wurde, erhielt Rhys Ieuanc Teile von Ceredigion mit Cardigan Castle, musste jedoch die Oberherrschaft von Llywelyn ab Iorwerth anerkennen. Fortan leistete er dem Fürsten von Gwynedd Waffenhilfe und griff 1217 im Kampf gegen den anglonormannischen Baron Reginald de Braose, den Bruder seiner Mutter, vergeblich Builth Castle an. Auf Veranlassung von Llywelyn vertrieb er 1219 Rhys Gryg aus Gower. 
Angesichts der brutalen Erbfolgekämpfe innerhalb ihrer Familie ist Rhys langjähriges Bündnis mit seinem Bruder Owain bemerkenswert. Ihre enge Zusammenarbeit wurde vielleicht durch ihre Herkunft gefördert, da sie als Kinder einer anglonormannischen Mutter innerhalb der Familie als Außenseiter galten. Rhys schien der tatkräftigere und kriegerischere der beiden Brüder zu sein. Schwer erkrankt trat er 1222 in das Zisterzienserkloster Strata Florida ein, wo er im August 1222 starb. Er starb ohne männliche Nachkommen, seinem Bruder Owain gelang es nicht, sein Territorium komplett zu übernehmen, sondern musste es mit Maelgwn ap Rhys teilen.  